# Jermaine Bucknor
Jermaine Bucknor (Edmonton, 1º novembre 1983) è un allenatore di pallacanestro ed ex cestista canadese con cittadinanza giamaicana.

## Carriera
Con il Canada ha disputato i Campionati mondiali del 2010 e due edizioni dei Campionati americani (2005, 2009).